# Beitragsfreistellung
Als Beitragsfreistellung bezeichnet man den Verzicht von Vereinen, Verbänden, Parteien, Versicherungen etc. auf Beitragszahlungen von Mitgliedern oder Kunden, der vielerlei Gründe haben kann. 
Eine Freistellung erfolgt meist auf Antrag, die Bedingungen dafür sind in der Satzung oder in Allgemeinen Versicherungsbedingungen der zu regelnden Materie festgelegt. Zumeist spielen soziale Aspekte eine Rolle für die Beitragsfreistellung. Diese können vorübergehender Natur sein, da sie mit einer Aufhebung rückgängig gemacht werden können.

## Versicherungen
Im Versicherungswesen beschreibt die Beitragsfreistellung die Umwandlung eines Lebensversicherungsvertrages, bei dem regelmäßige Beitragszahlung vereinbart ist, in einen Vertrag mit gleichem Ablauftermin, aber ohne weitere  Beitragszahlung.
Bei der Beitragsfreistellung verringert sich die durch Beitragshochrechnung ermittelte Versicherungssumme auf die beitragsfreie Summe. Diese ist meist in Abhängigkeit von der Anzahl der bis zur Beitragsfreistellung verstrichenen Versicherungsjahre in der Garantiewertetabelle der Versicherungspolice festgelegt. Für Verträge, die vor 1995 abgeschlossen wurden, ergibt sich diese aus dem Geschäftsplan des Versicherers.
Das Versicherungsvertragsgesetz gibt dem Versicherungsnehmer jederzeit das Recht, den Vertrag im Rahmen der gesetzlichen Vorgaben zum Ende der laufenden Versicherungsperiode beitragsfrei zu stellen.
Die Beitragsfreistellung ist auch die Rechtsfolge einer Kündigung des Versicherers wegen Verzuges bei der Beitragszahlung, bei Rechtsgestaltungen über die Rürup-Rente oder die Betriebliche Altersversorgung.
Neben der Beitragsfreistellung besteht die Möglichkeit, Versicherungsbeiträge befristet oder teilweise zu stunden (siehe Risikozwischenbeitrag).